# Jarmila Kratochvílová
Jarmila Kratochvílová (IPA [ˈjarmɪla ˈkratoxviːlovaː]; Golčův Jeníkov, 26 gennaio 1951) è un'ex mezzofondista e velocista cecoslovacca, detentrice dal 1983 del record mondiale degli 800 metri piani, il più longevo dell'atletica leggera outdoor.

## Biografia
Dopo una carriera costellata da malattie e infortuni, Kratochvílová conobbe il suo momento migliore a 32 anni nel 1983: alla riunione d'atletica di Monaco di Baviera (nell'allora Germania Ovest), cui prese parte in ottica di allenamento, scartò la gara di velocità sui 200 per dedicarsi solo ai 400 e agli 800, il 26 luglio corse quest'ultima gara con il tempo di 1'53"28, che abbassava di 15 centesimi il precedente primato detenuto dalla sovietica Nadežda Olizarenko conseguito alle olimpiadi di Mosca tre anni prima.
A seguire, ai successivi mondiali di Helsinki, vinse di nuovo gli 800 e stabilì il primato sui 400, poi battuto nel 1985 dalla tedesco-orientale Marita Koch, mentre il record degli 800 di Monaco è, al luglio 2025, il più longevo della storia dell'atletica leggera.
Kratochvílová ha inoltre detenuto per quasi 41 anni il record mondiale di 49"53 dei 400 indoor stabilito a Milano il 7 marzo 1982 e superato nel febbraio 2023 dall'olandese Femke Bol.
Al coperto ha conquistato tre titoli europei consecutivi, dal 1981 al 1983.
Kratochvílová oggi fa l'allenatrice a Čáslav e, saltuariamente, la commentatrice sportiva per la TV ceca.

## Record nazionali

### Seniores
- 100 metri piani: 11"09 (Bratislava, 6 giugno 1981)
- 200 metri piani: 21"97 (Bratislava, 6 giugno 1981)
- 200 metri piani indoor: 22"76 (Vienna, 28 gennaio 1981)
- 400 metri piani: 47"99 (Helsinki, 10 agosto 1983)
- 400 metri piani indoor: 49"59 (Milano, 7 marzo 1982)
- 800 metri piani: 1'53"28 (Monaco di Baviera, 26 luglio 1983)
- Staffetta 4×100 metri: 42"98 (Zurigo, 18 agosto 1982)
- Staffetta 4×400 metri: 3'20"32 (Helsinki, 14 agosto 1983)

## Palmarès
| Anno | Manifestazione  | Sede     | Evento      | Risultato | Prestazione | Note                  |
| ---- | --------------- | -------- | ----------- | --------- | ----------- | --------------------- |
| 1979 | Europei indoor  | Vienna   | 400 m piani | Argento   | 51"81       |                       |
| 1980 | Giochi olimpici | Mosca    | 400 m piani | Argento   | 49"46       |                       |
| 1981 | Europei indoor  | Grenoble | 400 m piani | Oro       | 50"07       | Record dei campionati |
| 1982 | Europei indoor  | Milano   | 400 m piani | Oro       | 49"59       | Record mondiale       |
| 1982 | Europei         | Atene    | 400 m piani | Argento   | 48"85       |                       |
| 1982 | Europei         | Atene    | 4×400 m     | Argento   | 3'22"17     |                       |
| 1983 | Europei indoor  | Budapest | 400 m piani | Oro       | 49"69       |                       |
| 1983 | Mondiali        | Helsinki | 400 m piani | Oro       | 47"99       | Record mondiale       |
| 1983 | Mondiali        | Helsinki | 800 m piani | Oro       | 1'54"68     |                       |
| 1983 | Mondiali        | Helsinki | 4×400 m     | Argento   | 3'20"32     | Record nazionale      |
| 1984 | Europei indoor  | Göteborg | 200 m piani | Oro       | 23"02       |                       |
| 1987 | Mondiali        | Roma     | 800 m piani | 5ª        | 1'57"81     |                       |